# Lenne (dopływ Ruhry)
Lenne jest rzeką o długości 129 km, lewym i zarazem najdłuższym dopływem Ruhry. W całości płynie przez kraj związkowy Nadrenia Północna-Westfalia (Niemcy).
Rzeka ma swoje źródła w podszczytowych partiach góry Kahler Asten w górach Rothaar na wysokości około 823 m n.p.m., nieopodal znajdującej się na wierzchołku wieży widokowej.
W swym górnym biegu rzeka przyjmuje szereg niewielkich dopływów, głównie potoków o górskim charakterze. Na tym odcinku rzeka płynie wąską doliną w kierunku zachodnim, by zmienić kierunek swojego biegu na północno-zachodni w okolicach miasta Lennestadt. W gminie Finnentrop rzeka przyjmuje swój najdłuższy dopływ (lewy) Bigge o długości 42,1 km.
W swoim dolnym biegu rzeka dość mocno meandruje. Uchodzi do rzeki Ruhra na terenie miasta Hagen.
Główne miasta nad Lenne: Schmallenberg, Lennestadt, Werdohl, Altena, Iserlohn (dzielnica Letmathe) oraz Hagen.